# Philippe Couplet
Philippe Couplet (in latino Philippus Copletius; Mechelen, 1622 – Goa, 1692) è stato un missionario belga.

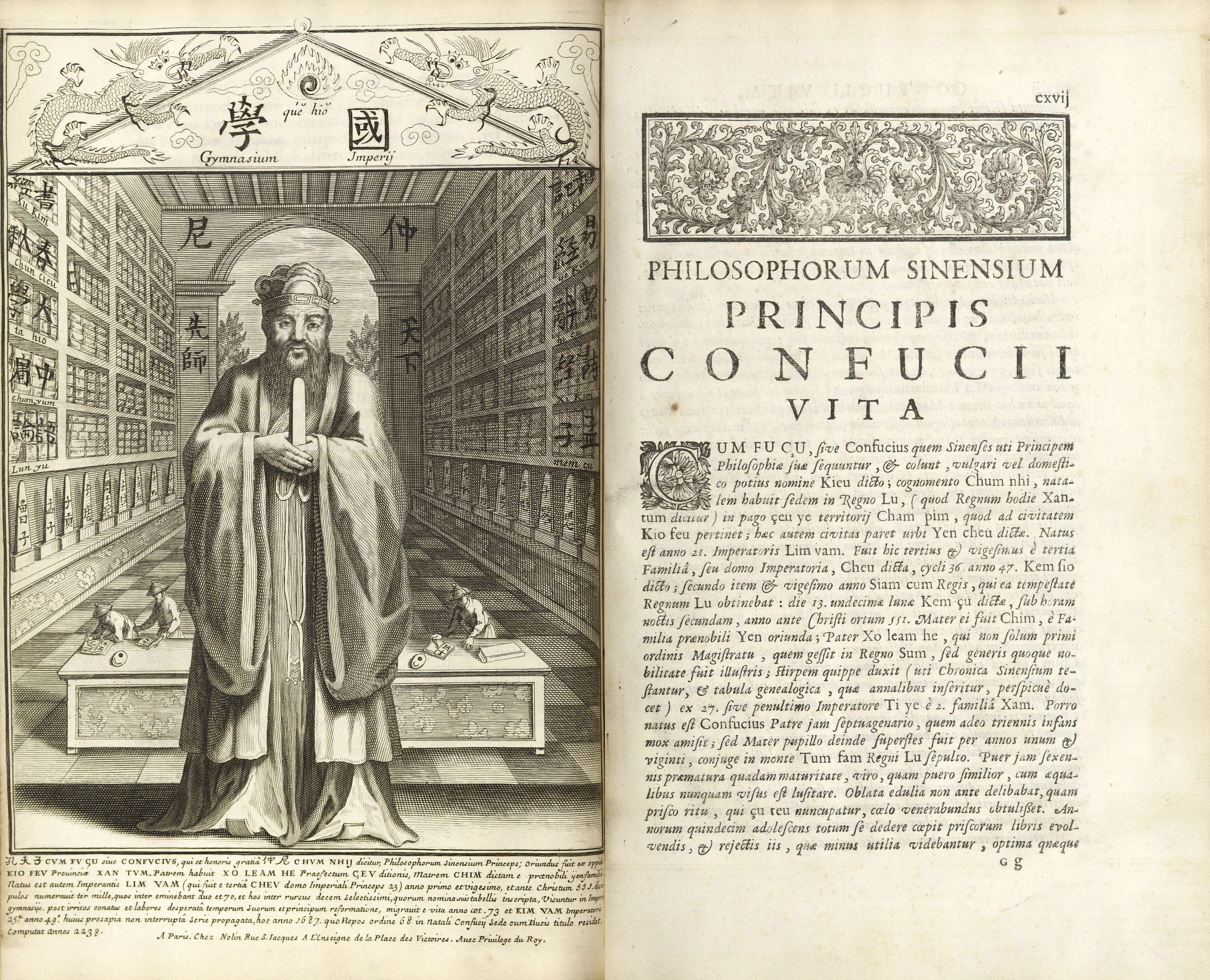
Confucius Sinarum Philosophus di Prospero Intorcetta, Philip Couplet, Rougemont, e Herdtrich. Parigi, 1687.

Trascorse un lungo periodo (1656-1680) come missionario in Cina, in compagnia di Prospero Intorcetta.
Couplet fu un attento osservatore dei riti cinesi e del confucianesimo e fu il primo a far conoscere Confucio in Francia.

## Opere
- Confucius Sinarum philosophus (1687)
- Histoire d'une dame chrétienne de la Chine où par occasion les usages de ces peuples, l'établissement de la religion, les manieres des missionaires, & les exercices de pieté des nouveaux chrétiens sont expliquez (Parigi, 1688).